# FKトモリ・ベラト
FKトモリ・ベラト（アルバニア語: FK Tomori Berat）は、アルバニアのベラトをホームタウンとするサッカークラブ。

## 歴史
クラブは1923年11月25日に創設され、1931年に初めて全国選手権に参加した。1957年にFKトモリに改称した。1964年、クパ・エ・シュチパリセで準優勝した。1991年、バルカン・カップでオツェルル・ガラツィと対戦した。2000年、カテゴリア・スペリオレで過去最高順位の2位になった。同年、UEFAカップ 2000-01で欧州カップ戦に初出場し、APOELと対戦した。

## クラブ名
出典
- 1923-1931 KSトモリ
- 1931-1935 KSムザカ
- 1936-1949 KSトモリ
- 1950 ベラト
- 1951-1957 プナ
- 1957- FKトモリ

## タイトル
- カテゴリア・エ・パラ：4回
  - 1930, 1950, 1970, 1977[1]

## 欧州の成績
| シーズン | 大会             | ラウンド | 対戦相手             | ホーム | アウェー | 合計 |
| -------- | ---------------- | -------- | -------------------- | ------ | -------- | ---- |
| 1991-92  | バルカン・カップ | 準決勝   | オツェルル・ガラツィ | 2-0    | 0-4      | 2-4  |
| 2000-01  | UEFAカップ       | 予選     | APOEL                | 2-3    | 0-2      | 2-5  |